# جوناس مولر (متزلج سريع)
جوناس مولر هو متزلج سريع سويدي، ولد في 2 أبريل 1969 في Västerås Municipality ‏ في السويد.

## وصلات خارجية
- جوناس مولر على موقع SpeedSkatingBase.eu (الإنجليزية)
- جوناس مولر على موقع أوليمبيديا (الإنجليزية)
- جوناس مولر على موقع اللجنة الأولمبية السويدية (السويدية)